# Virginia Slims of Florida 1989
Il Virginia Slims of Florida 1989 è stato un torneo di tennis giocato sul cemento. È stata l'11ª edizione del torneo, che fa parte della categoria Tier II nell'ambito del WTA Tour 1989. Si è giocato al Boca Raton Resort & Club di Boca Raton negli USA dal 13 al 19 marzo 1989.

## Campionesse

### Singolare
Steffi Graf ha battuto in finale  Chris Evert con il punteggio di 4–6, 6–2, 6–3

### Doppio
Jana Novotná /  Helena Suková hanno battuto in finale  Jo Durie /  Mary Joe Fernández con il punteggio di 6–4, 6–2